# Лаврентьева, Оксана Алексеевна
Оксана Алексеевна Лаврентьева (род. 30 декабря 1978, Ленинград) — российская актриса, модель, телеведущая, предприниматель.

## Биография
Родилась 30 декабря 1978 года в Ленинграде в семье рабочих фабрики «Красный Октябрь». В школьные годы Оксана занималась в художественной школе. Несколько лет жила с родителями в Венгрии, после чего вернулась в Санкт-Петербург и окончила вечернюю школу. Затем поступила в Санкт-Петербургский государственный университет промышленных технологий и дизайна, однако не окончила его из-за переезда в Москву. В столице получила высшее образование в Финансовой академии. Около года была колумнистом журнала «Tatler».
С 2006 по 2007 год была ведущей программы «В моде» на «Третьем канале».
В качестве фотомодели снималась для журналов «Elle», «Hello!», «XXL», «InStyle», «OK!» других; участвовала в рекламных кампаниях для «Citroën» и «МТС».
Снялась в клипах Димы Билана («Невозможное возможно», «Number One Fan»), Валерия Меладзе («Без суеты», Валерии и Стаса Пьехи («Расставание»).
В 2006 году дебютировала в кино, сыграв модель Ксану в телесериале «Клуб». В 2009 году сыграла одну из главных ролей в фильме «Юленька», а также снялась в сериале «Маргоша».
В 2010 году занялась бизнесом, возглавив компанию «Русмода». Была совладельцем модного дома дизайнера Алёны Ахмадулиной, затем около десяти лет управляла брендами Alexander Terekhov и Terekhov Girl.
С 2011 года также владеет сетью салонов красоты «Белый Сад» в Москве.
Совладелица издательского дома «Independent Media».
В сентябре 2021 года запустила собственный бренд женской одежды «OLOLOL».

## Личная жизнь
От первых двух фактических браков у Оксаны есть дочь Алина и сын Егор.
С 2011 по 2014 год была замужем за банкиром Антоном Паком.
С 2018 года замужем за писателем и публицистом Александром Цыпкиным.

## Фильмография
- 2006—2009 — Клуб — Ксана
- 2009 — Юленька — Лера Литвинович
- 2009—2010 — Маргоша — Карина
- 2013 — Девушка с коробкой (короткометражный) — Дама в гостинице
- 2014 — Прикосновение (короткометражный)